# Polgári járás
A Polgári járás Hajdú-Bihar megyéhez tartozó járás volt Magyarországon, 1950. március 16. és 1970. június 30. között. Székhelye Polgár volt.

## Története
A Polgári járás az 1950-es megyerendezés során jött létre 1950. március 16-án. Létrehozását az indokolta, hogy a Szabolcs megyétől Hajdú-Biharhoz csatolt községek, köztük Polgár, nagy távolságra voltak a szóba jöhető meglévő járási székhelyétől (Debrecen), Polgár pedig már korábban is betöltött részleges járási központi szerepkört: szolgabírói kirendeltség székhelye volt a 20. század első felében.
A járások számának folyamatos csökkentése, illetve méretük növekedése során a Polgári járás 1970-re a legkisebbek egyike lett, ezért megszüntették és teljes egészében beolvasztották a szomszédos Debreceni járásba.

## Községei
Az alábbi táblázat felsorolja a Polgári járáshoz tartozott községeket, bemutatva, hogy mikor tartoztak ide, és hogy hova tartoztak megelőzően, illetve később.
| Község         | Mikortól          | Honnan                               | Meddig          | Hova               |
| -------------- | ----------------- | ------------------------------------ | --------------- | ------------------ |
| Egyek          | 1950. március 16. | Központi járásból (Hajdú megye)      | 1970. május 31. | Debreceni járáshoz |
| Görbeháza      | 1950. március 16. | Dadai alsó járásból (Szabolcs megye) | 1970. május 31. | Debreceni járáshoz |
| Polgár         | 1950. március 16. | Dadai alsó járásból (Szabolcs megye) | 1970. május 31. | Debreceni járáshoz |
| Tiszacsege     | 1950. március 16. | Központi járásból (Hajdú megye)      | 1970. május 31. | Debreceni járáshoz |
| Tiszagyulaháza | 1950. március 16. | Dadai alsó járásból (Szabolcs megye) | 1970. május 31. | Debreceni járáshoz |
| Újszentmargita | 1950. március 16. | Dadai alsó járásból (Szabolcs megye) | 1970. május 31. | Debreceni járáshoz |
| Újtikos        | 1950. március 16. | Dadai alsó járásból (Szabolcs megye) | 1970. május 31. | Debreceni járáshoz |

## Területe és népessége
Megszűnése előtt, 1970 közepén területe 625 km², népessége pedig mintegy 31 ezer fő volt.

## Lásd még
- 1950-es járásrendezés
- Polgári kistérség